# Calotomus
Calotomus – rodzaj ryb okoniokształtnych z rodziny skarusowatych.

## Klasyfikacja
Gatunki zaliczane do tego rodzaju:

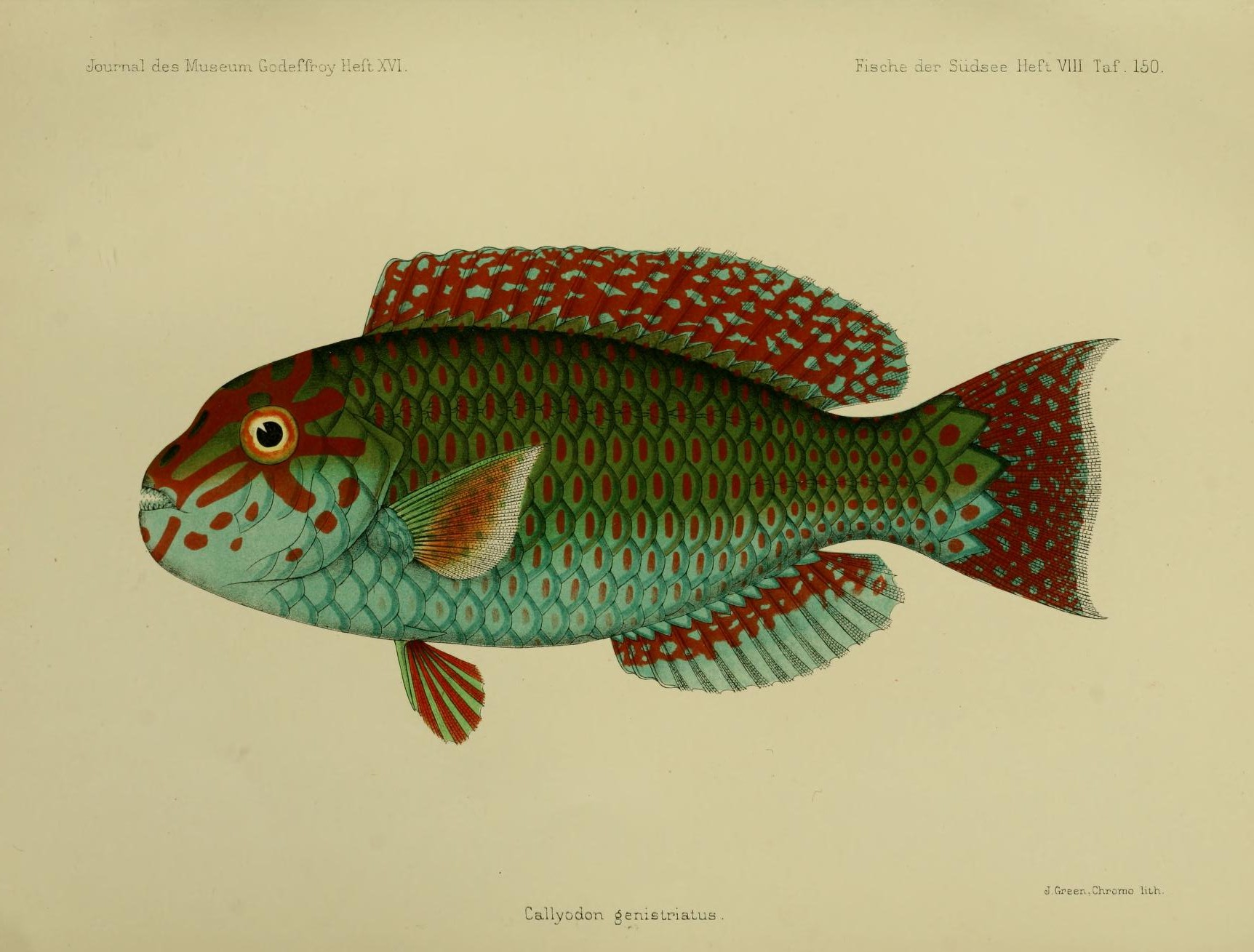
Calotomus carolinus
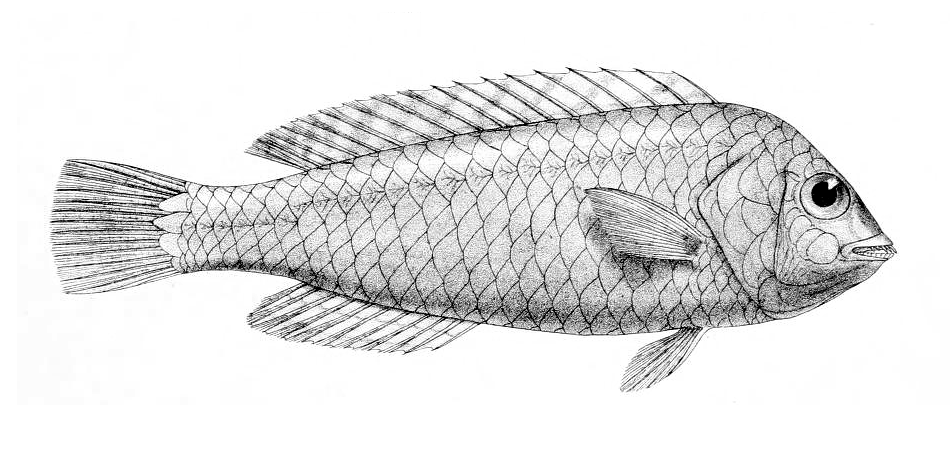
Calotomus japonicus
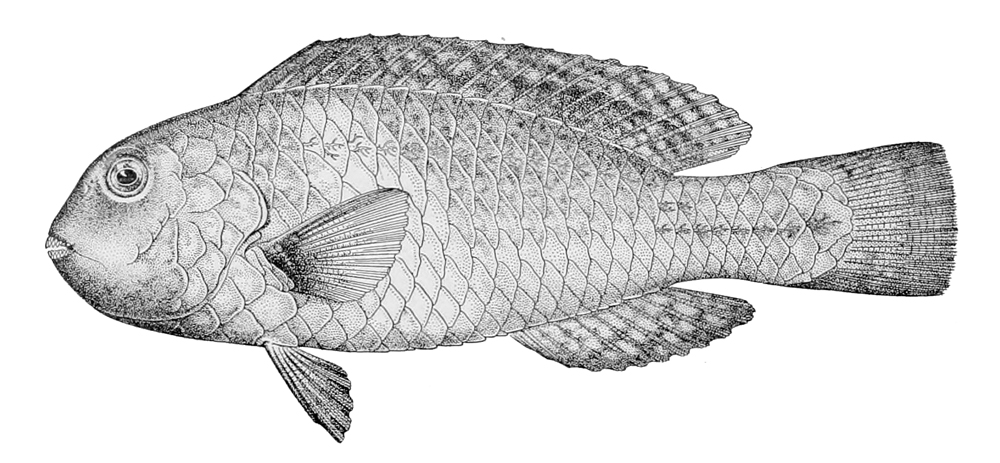
Calotomus spinidens
- Calotomus viridescens
- Calotomus zonarchus

- Calotomus carolinus
- Calotomus viridescens
- Calotomus zonarchus